# Мишівська сільська рада
| Мишівська сільська рада — колишня адміністративно-територіальна одиниця та орган місцевого самоврядування у Іваничівському районі Волинської області з адміністративним центром у селі Мишів. Припинила існування 16 листопада 2017 року через об'єднання до складу Іваничівської селищної територіальної громади Волинської області. Натомість утворено Мишівський старостинський округ при Іваничівській селищній громаді. Сільській раді були підпорядковані населені пункти: - с. Мишів - с. Древині - с. Іванівка - с. Лугове |

## Склад ради
Сільська рада складалась з 16 депутатів та голови. Склад ради: 14 депутатів (87.5%) — самовисуванців та ще двоє депутатів (12.5%) — від Народної партії. 

## Керівний склад сільської ради
| ПІБ                       | Основні відомості                                                 | Дата обрання | Дата звільнення |
| ------------------------- | ----------------------------------------------------------------- | ------------ | --------------- |
| Романюк Галина Григорівна | Сільський голова, 1962 року народження, освіта                    | 26.03.2006   | 31.10.2010      |
| Романюк Галина Григорівна | Сільський голова, 1962 року народження, освіта вища, позапартійна | 31.10.2010   |                 |

Примітка: таблиця складена за даними джерела

## Населення
Населення сільської ради згідно з переписом населення 2001 року становить 2,183 осіб, площа — 39.69 км², щільність — 55.0 осіб/км². 
| Населенні пункти  | 2001 рік | 1989 рік |
| ----------------- | -------- | -------- |
| Древині           | 666      | 660      |
| Іванівка          | 393      | 890      |
| Лугове            | 240      | 260      |
| Мишів             | 884      | 1,400    |
| Сукупне населення | 2,183    | 3,210    |